# Верх-Язьвинское сельское поселение
Верх-Язьвинское се́льское поселе́ние — муниципальное образование в Красновишерском районе Пермского края Российской Федерации.
Административный центр — село Верх-Язьва.

## История
Статус и границы сельского поселения установлены Законом Пермской области от 10 ноября 2004 года № 1755—362 «Об утверждении границ и о наделении статусом муниципальных образований Красновишерского района Пермского края».

## Население
| 2010  | 2012  | 2013  | 2014  | 2015  | 2016  | 2017  |
| ----- | ----- | ----- | ----- | ----- | ----- | ----- |
| 2728  | ↘2638 | ↘2574 | ↘2480 | ↘2433 | ↘2332 | ↘2297 |
| 2018  | 2019  |       |       |       |       |       |
| ↘2210 | ↘2157 |       |       |       |       |       |

Коренным населением территории поселения являются коми-язьвинцы.

## Состав сельского поселения
| №  | Населённый пункт | Тип населённого пункта       | Население |
| -- | ---------------- | ---------------------------- | --------- |
| 1  | Антипина         | деревня                      | 192       |
| 2  | Арефина          | деревня                      | 14        |
| 3  | Болото           | деревня                      | 1         |
| 4  | Бычина           | деревня                      | 178       |
| 5  | Ванина           | деревня                      | 0         |
| 6  | Ванькова         | деревня                      | 185       |
| 7  | Верх-Язьва       | село, административный центр | 868       |
| 8  | Верхнее Заполье  | деревня                      | 3         |
| 9  | Гришина          | деревня                      | 16        |
| 10 | Егорова          | деревня                      | 2         |
| 11 | Ивачина          | деревня                      | 12        |
| 12 | Коновалова       | деревня                      | 2         |
| 13 | Нижнее Заполье   | деревня                      | 6         |
| 14 | Нижняя Бычина    | деревня                      | 30        |
| 15 | Паршакова        | деревня                      | 144       |
| 16 | Северный Колчим  | посёлок                      | 631       |
| 17 | Симанова         | деревня                      | 24        |
| 18 | Сысоева          | деревня                      | 1         |
| 19 | Талавол          | деревня                      | 26        |
| 20 | Цепёл            | посёлок                      | 353       |
| 21 | Яборова          | деревня                      | 40        |

В 2011 году была упразднена деревня Ванина бывшего Верх-Язьвинского сельсовета.